# Napoleon Baniewicz
Napoleon Baniewicz (ur. 4 stycznia 1904 w Kownie, zm. 1979) – polski lekarz, neurolog i psychiatra. Jako pierwszy opisał objaw, znany obecnie jako objaw Baniewicza.

## Życiorys
Urodził się w rodzinie szlacheckiej, jako syn Napoleona i Marii z Citowiczów. Jego ojciec był administratorem dóbr Tyszkiewiczów.
Ukończył szkołę powszechną w Kownie i tamtejsze polskie gimnazjum (1922). Studiował medycynę na Uniwersytecie Wiedeńskim, gdzie jego nauczycielami byli m.in. Otto Pötzl, Emil Redlich, Arnold Pick, Erwin Stransky, Otto Marburg, Eduard Pernkopf i Josef Schaffer.
Od 1929 był wolontariuszem w klinice neurologicznej w Wilnie. 18 lipca 1930 roku otrzymał tytuł doktora wszechnauk lekarskich. Od 1930 do 1935 asystent w Klinice i Katedrze Chorób Nerwowych i Umysłowych Uniwersytetu Stefana Batorego, kierowanej wówczas przez Stanisława Władyczkę. Po reorganizacji wydziału i odejściu Władyczki z Uniwersytetu, stanął do konkursu na ordynatora Oddziału Neurologicznego Szpitala PKP w Wilnie, na stanowisku tym pracował od 1935 do 1940 roku.
Po II wojnie światowej osiadł w Bydgoszczy, w 1945 roku mianowany ordynatorem neurologii Szpitala Miejskiego. Oddziałem kierował przez następne 25 lat. W ostatnich latach życia odsunięty od pracy w klinice, pracował w Wojewódzkiej Przychodni Neurologicznej. Chorował na szpiczaka, zmarł w 1979 roku.
Należał do Bydgoskiego Towarzystwa Lekarskiego, Polskiego Towarzystwa Neurologicznego.
Żonaty z Walentyną Lachowicz. Mieli troje dzieci: Olgierda (1933), Witolda (1937) i Kazimierza (1944).
W jego dorobku naukowym Baniewicza znajdują się prace poświęcone neurologii, psychiatrii i neuropatologii. Był autorem monografii poświęconej chorobom zakaźnym układu nerwowego, wydanej jako IV tom podręcznika chorób zakaźnych pod redakcją Stanisława Wszelakiego. Rozprawę habilitacyjną poświęcił tzw. odruchom osiowym.

## Wybrane prace
- Die Achsenreflexe (Mittelflächenreflexe)[1]. (1965)
- A New Sternal Reflex in Cases of Severe Cerebral Damage. Br Med J. 2(5268), s. 1675–1678 (1961).